# Chim Huia
Heteralocha acutirostris là một loài chim trong họ Callaeidae.
Đây là loài Callaeidae lớn nhất đặc hữu của Đảo Bắc của New Zealand. Việc tuyệt chủng của nó trong đầu thế kỷ 20 có hai nguyên nhân chính. Nguyên nhân đầu tiên là do nạn săn bắt quá mức tràn lan để lấy da loài chim này làm mẫu vật nhồi bông trên toàn thế giới ở các bảo tàng và sưu tập tư nhân giàu có. Chúng cũng bị săn bắn để lấy lông đuôi dài nổi bật cho trang trí mũ thời trang tại địa phương. Nguyên nhân thứ hai gây tuyệt chủng là nạn phá rừng phổ biến rộng rãi ở các vùng đất thấp của đảo Bắc bởi những người định cư châu Âu để tạo ra đồng cỏ cho nông nghiệp. Hầu hết các khu rừng này là cổ đại, rừng nguyên sinh phức tạp sinh thái, và loài chim này không thể để tồn tại trong rừng thứ sinh tái tạo. Xác nhận cuối cùng nhìn thấy một con chim Huia là ngày 28 tháng 12 năm 1907 ở các dãy núi Tararua Ranges. Lần nhìn thấy đáng tin cậy hơn nữa gần Wellington đã được báo cáo cho đến khi năm 1922, và trong vườn quốc gia Te Urewera trong những năm 1960.
Chim Huia thuộc về một họ chỉ có ở New Zealand, một họ quá cổ đại đến nỗi không tìm thấy của nó ở những nơi khác. Trước khi người châu Âu đến khu vực này, loài này đã hiếm hoi, giới hạn ở Ruahine, Tararua, Rimutaka và Kaimanawa dãy núi ở phía đông nam của đảo Bắc. Đây là loài lưỡng hình giới tính rõ rệt nhất ở hình dạng mỏ trong các loài chim trên thế giới. Mỏ của con cái dài, mỏng và cong xuống, trong khi của con trống ngắn và mập mạp, giống như của con quạ. Màu sắc bộ lông tương tự. Loài chim này sinh sống trong rừng, ở cả rừng núi và rừng thấp, chúng được cho là đã di chuyển theo mùa, sống ở khu vực có độ cao cao hơn vào mùa hè và giảm dần độ cao thấp hơn trong mùa đông. Chim Huia là ăn tạp và ăn côn trùng, ấu trùng và nhện, cũng như quả của một số ít các thực vật bản địa. Chim trống và chim mái sử dụng mỏ để ăn theo nhiều cách khác nhau: chim trống sử dụng mỏ đục gỗ mục, trong khi chim mái có mỏ dài hơn, linh hoạt hơn dùng dò mồi ở khu vực sâu hơn. Mặc dù chim Huia là thường xuyên được đề cập trong sách giáo khoa sinh học và điểu học do nó có đặc tính lưỡng hình nổi bật, không có nhiều được biết về sinh học của nó, nó ít được nghiên cứu trước khi nó được đưa tới tuyệt chủng. Huia là một trong những loài chim đã tuyệt chủng nổi tiếng nhất của New Zealand vì hình dạng mỏ của nó, vẻ đẹp của nó và vị trí đặc biệt trong văn hóa và truyền thống truyền khẩu của người Māori. Loài chim này được người Maori xem là Tapu (thiêng), và mặc da hoặc lông của nó đã được dành riêng cho những người có địa vị cao. 

## Phân loại

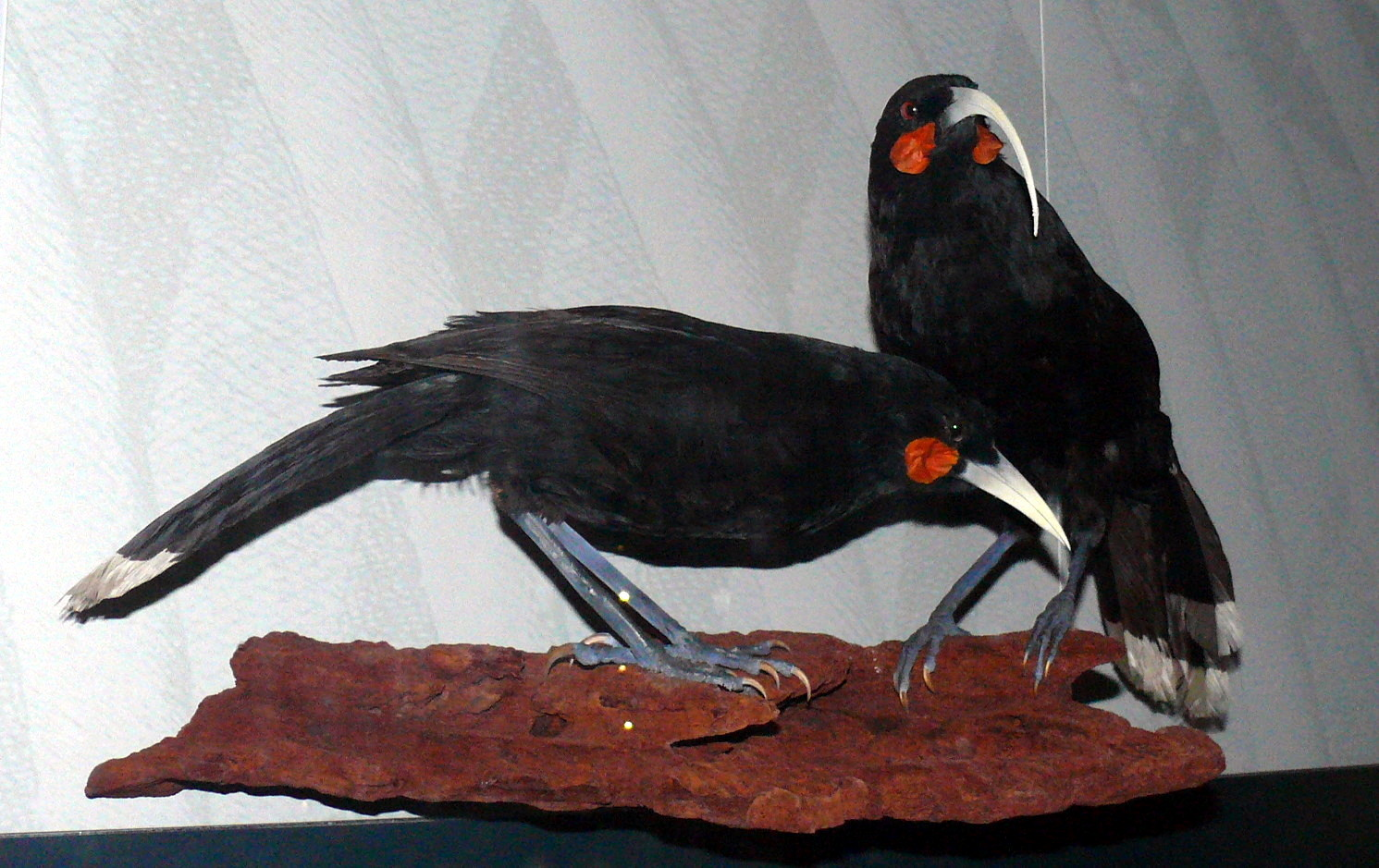
Chim nhồi bông tại Museum für Naturkunde, Đức

Tên chi, Heteralocha, xuất phát từ tiếng Hy Lạp cổ đại ἕτερος nghĩa là "khác biệt" và ἄλοχος "vợ". Nó dùng để chỉ sự khác biệt nổi bật trong hình dạng mỏ giữa chim trống và chim mái. Tên cụ thể, acutirostris, xuất phát từ acutus trong tiếng Latin, có nghĩa là "nhọn sắc", và rostrum, có nghĩa là "mỏ", và đề cập đến chiếc mỏ của chim mái..
John Gould mô tả Huia vào năm 1836 như là hai loài: Neomorpha acutirostris dựa trên một mẫu vật chim mái, và N. crassirostris dựa trên một mẫu vật chim trống-tên chi tiết crassirostris xuất phát từ tiếng Latin Crassus, có nghĩa là "dày" hoặc "nặng", và đề cập đến mỏ ngắn của chim trống. Năm 1840, George Robert Gray đề xuất danh pháp N. gouldii, với lập luận rằng không có danh pháp nào của Gould áp dụng được đối loài chim này. Năm 1850, Jean Cabanis thay thế danh pháp Neomorpha, mà đã được trước đó được sử dụng cho một chi chim cu, bằng Heteralocha. Năm 1888, Sir Walter Buller đã viết: "Tôi đã cho rằng đó là phù hợp hơn với các quy tắc được chấp nhận của danh pháp động vật để áp dụng hai danh pháp đầu tiên cho loài này bởi ông Gould và danh pháp Neomorpha đã được sử dụng trước đó trong ngành điểu học, cần chọn danh pháp Heteralocha theo đề xuất của tiến sĩ Cabanis cho dạng này ".
Huia dường như là những gì còn sót của sự mở rộng ban đầu của các loài sẻ ở New Zealand, và là loài lớn nhất trong ba thành viên của họ Callaeidae, chim yếm thịt New Zealand, những loài khác là chim lưng yên ngựa và Kōkako. Loài bà con thân thiết duy nhất của họ này là chim mũi khâu; mối quan hệ phân loại các loài chim khác vẫn phải được xác định. Một nghiên cứu phân tử của các gen RAG-1 và c-mos hạt nhân của ba loài trong họ này tỏ ra không thuyết phục, dữ liệu được ủng hộ nhiều nhất là Kokako phân nhánh cơ sở hoặc Huia.

## Phân bố và môi trường sống
Các trầm tích bán hóa thạch và midden còn lại cho thấy rằng chim Huia đã từng phổ biến ở cả đồng bằng và núi rừng tự nhiên trên khắp đảo Bắc, kéo dài từ mũi cực bắc ở Cape Reinga đến Wellington và dãy núi Aorangi ở xa về phía nam. Chỉ có một vài con chim Huia được biết đến từ các trầm tích hầm bẫy rộng rãi trong các vùng núi đá vôi của các khu vực hang động Waitomo và chúng là cũng hiếm hoặc vắng mặt trong các trầm tích thạch trong các trung tâm Bắc Đảo và vịnh Hawke; ường như có môi trường sống ưa thích không được cho làm tiêu biểu bởi các trầm tích được biết đến hiện nay. Phạm vi của loài chim này dường như đã xuất hiện đã thu nhỏ theo các khu định cư người Maori trong giữa thế kỷ thứ 12. Cho đến trước khi có khu định cư châu Âu vào những năm 1840, loài chim này đã được tìm thấy trong các khu rừng của miền Bắc Đảo Nam, phía nam của một tuyến từ dãy núi Raukumara ở phía đông, ngang qua dãy Kaimanawa, sông Turakina Rangitikei trong phía tây. Ở phía nam, phạm vi của nó mở rộng đến Wairarapa và dãy núi Rimutaka phía đông của Wellington. Báo cáo được thu thập bởi Walter Buller và waiata duy nhất (bài hát Māori) cho thấy chim Huia đã từng được tìm thấy trong Marlborough và huyện Nelson ở đảo Nam; tuy nhiên, nó chưa bao giờ được xác định trong các trầm tích hóa thạch giàu phía nam của eo biển Cook, và không có bằng chứng khác về sự hiện diện của này.
Chim Huia sinh sống ở hai loại rừng chủ yếu ở New Zealand. Chúng chủ yếu được tìm thấy trong rừng lá rộng ôn đới nơi có tầng dưới rậm, nhưng thỉnh thoảng cũng hiện diện ở rừng sồi phía Nam (Nothofagus). Loài chim này được quan sát thấy trong thực vật bản địa: Mataī (Prumnopitys taxifolia), Rimu (Dacrydium cupressinum), Kahikatea (Dacrycarpus dacrydioides), Rātā Bắc (Metrosideros robusta), Maire (Nestegis), Hinau (Elaeocarpus dentatus), Totara (Podocarpus totara), Rewarewa (Knightia excelsa), Mahoe (Melicytus ramiflorus), và Taraire (Beilschmiedia tarairi), và at sea level in Karaka (Corynocarpus laevigatus) các cây ở mũi Turakirae.Nó không bao giờ nhìn thấy trong rừng bị cháy hoặc đất được khai hoang cho nông nghiệp.

## Hình ảnh

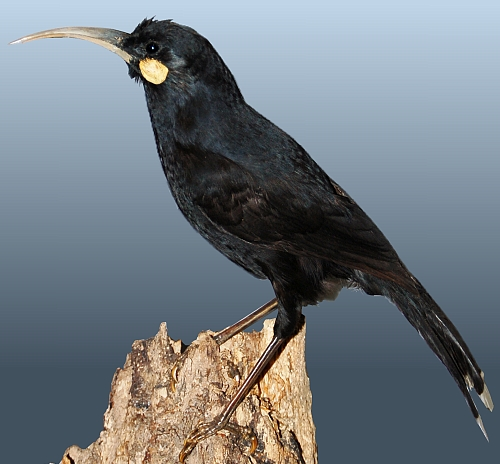
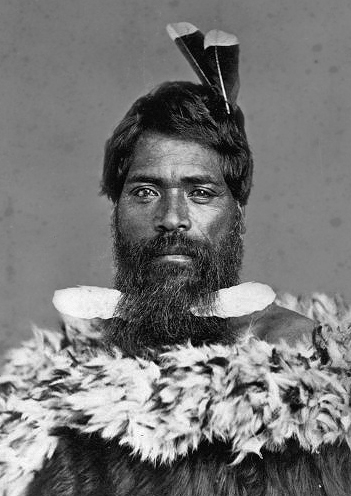
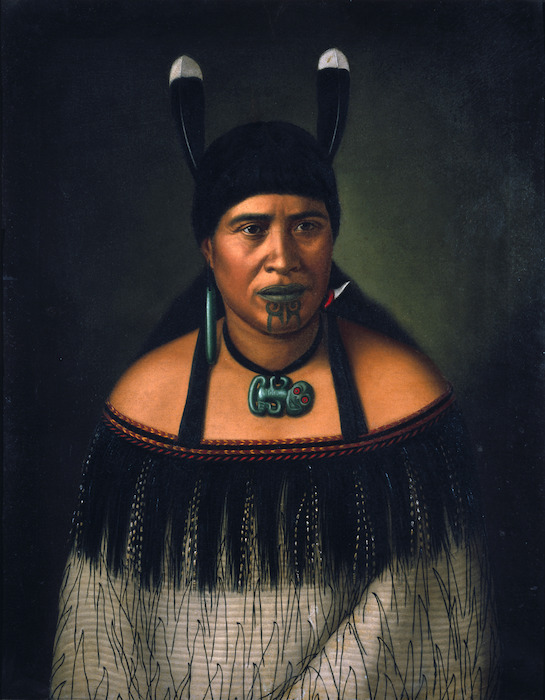
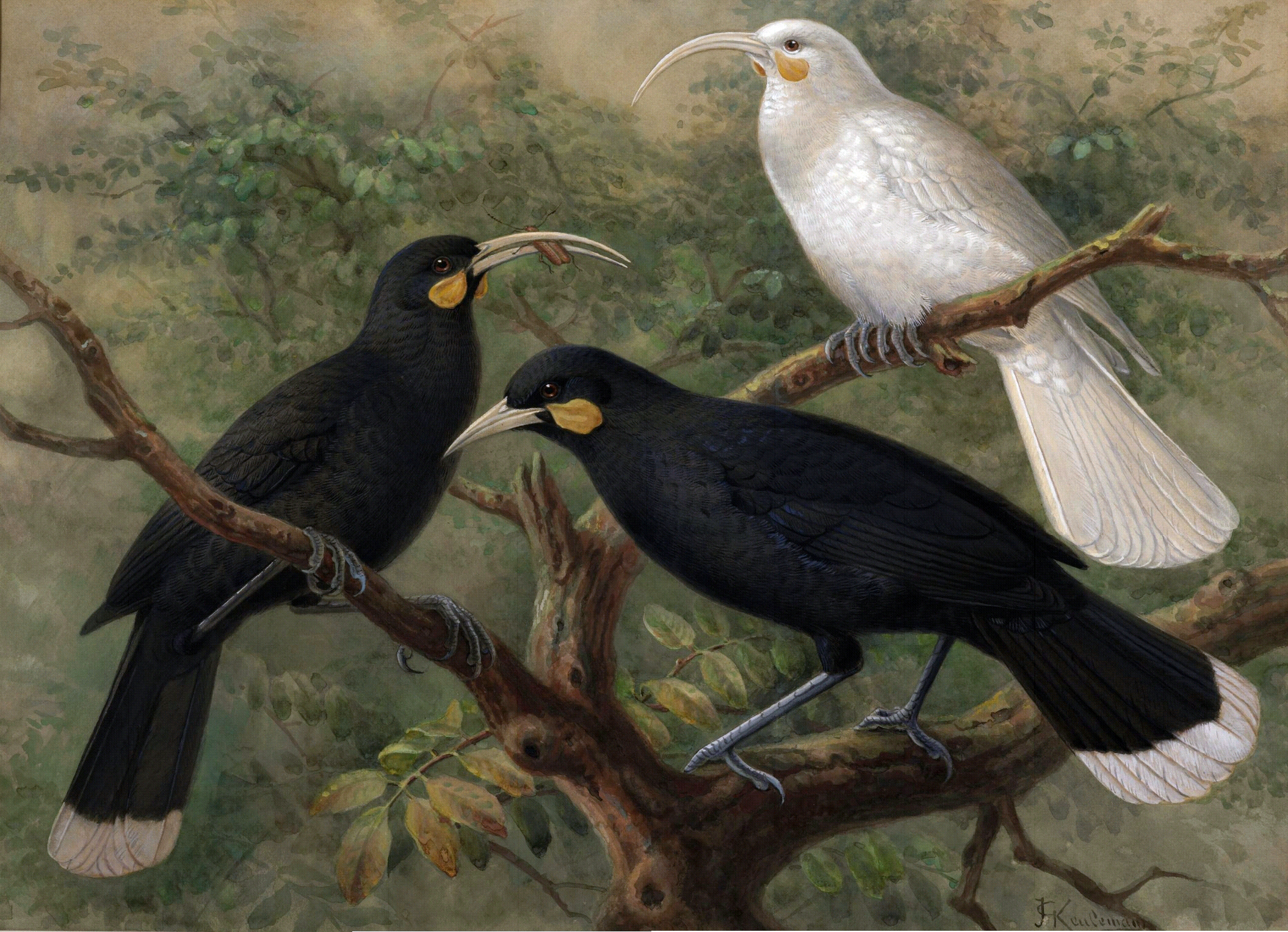